# 埃斯特尤
埃斯特尤是巴西南大河州的一个市镇。总面积27.543平方公里，总人口78451人，人口密度2848.3人/平方公里。